# 比學拉章克申 (加利福尼亞州)
比奧拉章克申（英語：Biola Junction）是位於美國加利福尼亞州弗雷斯諾縣的一個非建制地區。該地的面積和人口皆未知。

## 地理
比奧拉章克申的座標為36°48′03″N 119°52′08″W / 36.80083°N 119.86889°W，而該地的平均海拔高度為91米（即299英尺）。